# Крюково (деревня, Наро-Фоминский городской округ)
Крюково — деревня в Наро-Фоминском районе Московской области, входит в состав сельского поселения Веселёвское. Численность постоянного населения по Всероссийской переписи 2010 года — 78 человек, в деревне числятся 1 улица и 2 садовых товарищества. До 2006 года Крюково входило в состав Шустиковского сельского округа.
Деревня расположена в юго-западной части района, на реке Руть (приток Протвы), примерно в 17 км к юго-западу от города Верея, у границы с Можайским районом, высота центра над уровнем моря 196 м. Ближайшие населённые пункты — Рубцово в 1 км на юго-восток и Шустиково в 1,5 км на восток.